# Rostislav de Tmutarakán
Rostislav Vladímirovich (del ruso: Ростислав Владимирович) (m. 1066) fue un príncipe sin tierra (izgói) de la Dinastía Rúrika del Rus de Kiev. Fue bautizado como Mijaíl.
Cuando era menor de edad, Rostislav gobernó Rostov en la tierra de los Merya. Su padre Vladímir de Nóvgorod era el hijo mayor de Yaroslav I el Sabio. Si Vladímir no hubiera muerto antes que su padre, habría heredado el trono de Kiev. Bajo la ley eslava oriental, la temprana muerte del padre de Rostislav hizo que sus descendientes perdieran todos sus derechos sobre Kiev.
Por cinco años luego de la muerte de su padre, Rostislav (de aproximadamente 14 años) no tuvo posesiones. Finalmente, sus tíos le dieron Volinia y Hálych, donde se quedó desde 1057 hasta 1064, protegiendo la frontera occidental de las tierras de la Rus de Kiev. Según Vasili Tatíschev, fue allí donde se casó con Anna Lanke, la hija del rey Bela I de Hungría. A Rostislav no le gustaban sus tierras distantes y exiguas y, en 1064, ayudado por un amigo de su padre, Vyshata, sitió Tmutarakan en el litoral del Mar Negro, previamente controlado por la Casa de Chernígov.
Su predecesor, Gleb Sviatoslávich, huyó al resguardo de su padre, Sviatoslav II de Chernígov, quien era parte del triunvirato Yaroslávichi. Este último se aproximó a Tmutarakan con su armada y forzó a Rostislav a dejar la ciudad. Una vez que Sviatoslav retornó a Chernígov, Rostislav expulsó nuevamente a Gleb de Tmutarakan y entró a la ciudad en triunfo. Durante su breve reinado, sometió a los circasianos locales (también conocidos como Kasogi) y otras tribus indígenas. Su triunfo provocó la rivalidad del vecino griego Quersoneso de la península de Crimea, quien mandó a envenenarlo el 3 de febrero de 1066.